# Kodeks Raczyńskiego

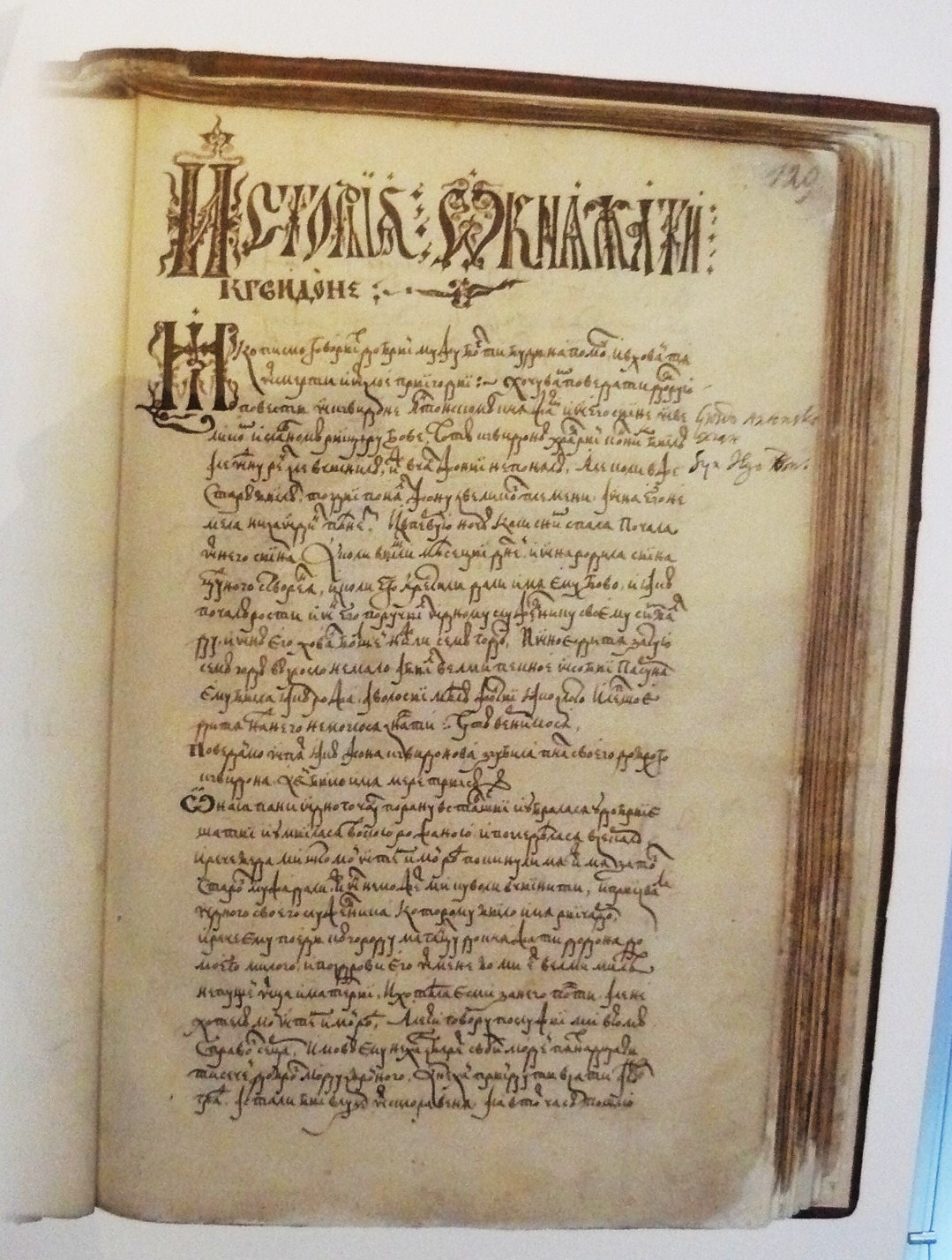
Jedna ze stron

Kodeks Raczyńskiego (także: Kodeks Raczyńskich, Kodeks poznański, Kodeks nr 94, Rkp. 94) – zabytek dawnego piśmiennictwa znajdujący się w zbiorach Biblioteki Raczyńskich w Poznaniu.

## Struktura i zawartość
Księga składa się z dwóch części:
- pierwszej – z około 1580, prawie w całości napisanej jedną ręką, cyrylicą, w języku starobiałoruskim, mającej charakter literacki i historiograficzny,
- drugiej – z lat od 1594 (lub 1598) do 1672, w języku starobiałoruskim i polskim, mającej charakter zapisków rodzinnych Uniechowskich z Nowogródczyzny.

W początkach pierwszej części zawarto tłumaczenia średniowiecznych romansów rycerskich, m.in. o Tristanie, o Bowo z Antony i o Attyli. Według Aleksandra Brücknera dwa pierwsze utwory są tłumaczeniami pośrednimi z języka włoskiego (poprzez tekst serbski). Utwór o Attyli jest autorstwa Nicolausa Olahusa, czyli Oláha Miklósa, który żył w latach 1493–1568 i był arcybiskupem ostrzyhomskim. Tekst został napisany w 1538 jako część składowa bazylejskiej edycji dzieła Antoniego Bonifiniego Rerum Ungaricarum decades quatuor... (1568). W 1574 ta praca ukazała się w Polsce w tłumaczeniu Cypriana Bazylika. Część pierwszą zamyka latopis białorusko-litewski, zwany Latopisem Raczyńskiego lub poznańskim. Pełny tytuł tego dzieła to Letopisec velikogo knjazstva Litovskogo i Žomojtskogo.  Opisuje on dzieje Litwy od czasów przybycia rzymskich uchodźców pod wodzą księcia Palemona.

## Dzieje
Autor latopisu jest nieznany, podobnie jak autorzy tłumaczeń romansów rycerskich o Tristanie i o Bowo. Nie można też dokładnie określić miejsca, czasu i okoliczności powstania poszczególnych utworów. Nieznane są też szczegółowe losy kodeksu przed odnalezieniem go przez Juliana Ursyna Niemcewicza w 1819 w Bibliotece Akademii Wileńskiej. Wiadomość o dziele podał w Zbiorze pamiętników historycznych z 1822. W 1835 odkupiła go od Niemcewicza Konstancja Raczyńska (żona Edwarda Raczyńskiego – fundatora Biblioteki Raczyńskich). W 1842 dokument przebadał rosyjski naukowiec - Osip Bondjanskij i w 1846 opublikował szerokie wyniki tych badań. Potem kodeks badali Aleksander Brückner i Aleksandr Wiesiełowski. W wyniku ich prac ustalono, że właścicielami dzieła byli Radziwiłłowie (m.in. księżna Anna z Sanguszków Radziwiłłowa), a jesienią 1736 znajdował się on w bibliotece tej księżnej w Białej Podlaskiej. W tym samym roku został przewieziony do Nieświeża.
W 2014 rękopis wpisany został na Listę Krajową Programu UNESCO Pamięć Świata, jako jedyny w Polsce pozostający w zbiorach samorządowych i jedyny przechowywany w bibliotece publicznej.